# Apeadero Minuanes
Apeadero Minuanes es una estación de ferrocarril ubicada en el paraje rural del mismo nombre del Departamento Curuzú Cuatiá en la Provincia de Corrientes, República Argentina. 

## Servicios
Se encuentra precedida por la Estación Capitán Joaquín Madariaga y le sigue el Desvío Km 405.